# Cezary Tomczyk
Cezary Józef Tomczyk (ur. 25 sierpnia 1984 w Gryficach) – polski polityk, z wykształcenia politolog, poseł na Sejm VI, VII, VIII, IX i X kadencji (od 2007), sekretarz stanu w Kancelarii Prezesa Rady Ministrów (2015), rzecznik prasowy rządu Ewy Kopacz (2015), przewodniczący klubu parlamentarnego Koalicji Obywatelskiej (2020–2021), wiceprzewodniczący Platformy Obywatelskiej (od 2021), sekretarz stanu w Ministerstwie Obrony Narodowej (od 2023).

## Życiorys
W 2008 został absolwentem nauk politycznych na Wydziale Dziennikarstwa i Nauk Politycznych Uniwersytetu Warszawskiego, ukończył też Wyższy Kurs Obronny w Akademii Obrony Narodowej. Był asystentem społecznym posła Cezarego Grabarczyka, działał w Stowarzyszeniu „Młodzi Demokraci”.
Wstąpił do Platformy Obywatelskiej, z listy której w 2006 został wybrany na radnego Sieradza. W wyborach parlamentarnych w 2007 z ramienia PO, kandydując w okręgu sieradzkim, otrzymał 8169 głosów, uzyskując mandat poselski. W 2011 kandydował w wyborach parlamentarnych z 3. miejsca na liście komitetu wyborczego Platformy Obywatelskiej w tym samym okręgu, ponownie uzyskał wówczas mandat poselski. Oddano na niego 12 748 głosów (3,75% głosów oddanych w okręgu). Wcześniej w tym samym roku objął funkcję przewodniczącego struktur partii w powiecie sieradzkim.
W Sejmie VII kadencji zasiadł w Komisji Obrony Narodowej i Komisji do Spraw Unii Europejskiej. W 2012 został przewodniczącym Podkomisji stałej do spraw Wieloletnich Ram Finansowych na lata 2014–2020. 25 czerwca 2015 został powołany na sekretarza stanu w Kancelarii Prezesa Rady Ministrów oraz na rzecznika prasowego rządu.
W 2015 z powodzeniem ubiegał się o poselską reelekcję (dostał 26 781 głosów). W listopadzie tegoż roku zakończył pełnienie funkcji rządowych. W Sejmie VIII kadencji ponownie zasiadł w Komisji Obrony Narodowej oraz w Komisji do Spraw Unii Europejskiej. W listopadzie 2016 został powołany na funkcję wiceministra obrony narodowej w gabinecie cieni utworzonym przez Platformę Obywatelską, a w 2019 wybrano go na wiceprzewodniczącego sejmowej Komisji do Spraw Unii Europejskiej z ramienia Klubu Parlamentarnego PO-KO. W wyborach w tym samym roku został wybrany na kolejną kadencję Sejmu, zdobywając 44 217 głosów. W 2020 był szefem sztabu kandydata na urząd prezydenta RP Rafała Trzaskowskiego. We wrześniu tego samego roku został wybrany przewodniczącym klubu parlamentarnego Koalicji Obywatelskiej. W lipcu 2021 ustąpił z tej funkcji, jego następcą został Borys Budka. W grudniu 2021 został wiceprzewodniczącym Platformy Obywatelskiej.
W wyborach w 2023 utrzymał mandat posła na kolejną kadencję (z wynikiem 69 211 głosów). W grudniu tego samego roku objął stanowisko sekretarza stanu w Ministerstwie Obrony Narodowej. Przed wyborami prezydenckimi w 2025 ponownie wszedł w skład sztabu wyborczego Rafała Trzaskowskiego. W maju 2025 został pełniącym obowiązki przewodniczącego partii w województwie łódzkim.

## Wyniki w wyborach ogólnopolskich
| Wybory | Komitet wyborczy   | Komitet wyborczy      | Organ            | Okręg | Wynik          |
| ------ | ------------------ | --------------------- | ---------------- | ----- | -------------- |
| 2007   |                    | Platforma Obywatelska | Sejm VI kadencji | nr 11 | 8169 (2,14%)   |
| 2011   | Sejm VII kadencji  | Platforma Obywatelska | 12 748 (3,75%)   | nr 11 |                |
| 2015   | Sejm VIII kadencji | Platforma Obywatelska | 26 781 (7,24%)   | nr 11 |                |
| 2019   |                    | Koalicja Obywatelska  | Sejm IX kadencji | nr 11 | 44 217 (9,61%) |
| 2023   | Sejm X kadencji    | Koalicja Obywatelska  | 69 211 (12,98%)  | nr 11 |                |

## Odznaczenia
W 2010, w uznaniu zasług, położonych w dziedzinie rozwoju i umacniania obronności Rzeczypospolitej Polskiej, został odznaczony Brązowym Medalem „Za Zasługi dla Obronności Kraju”.